# 利涅家族

利涅家族紋章

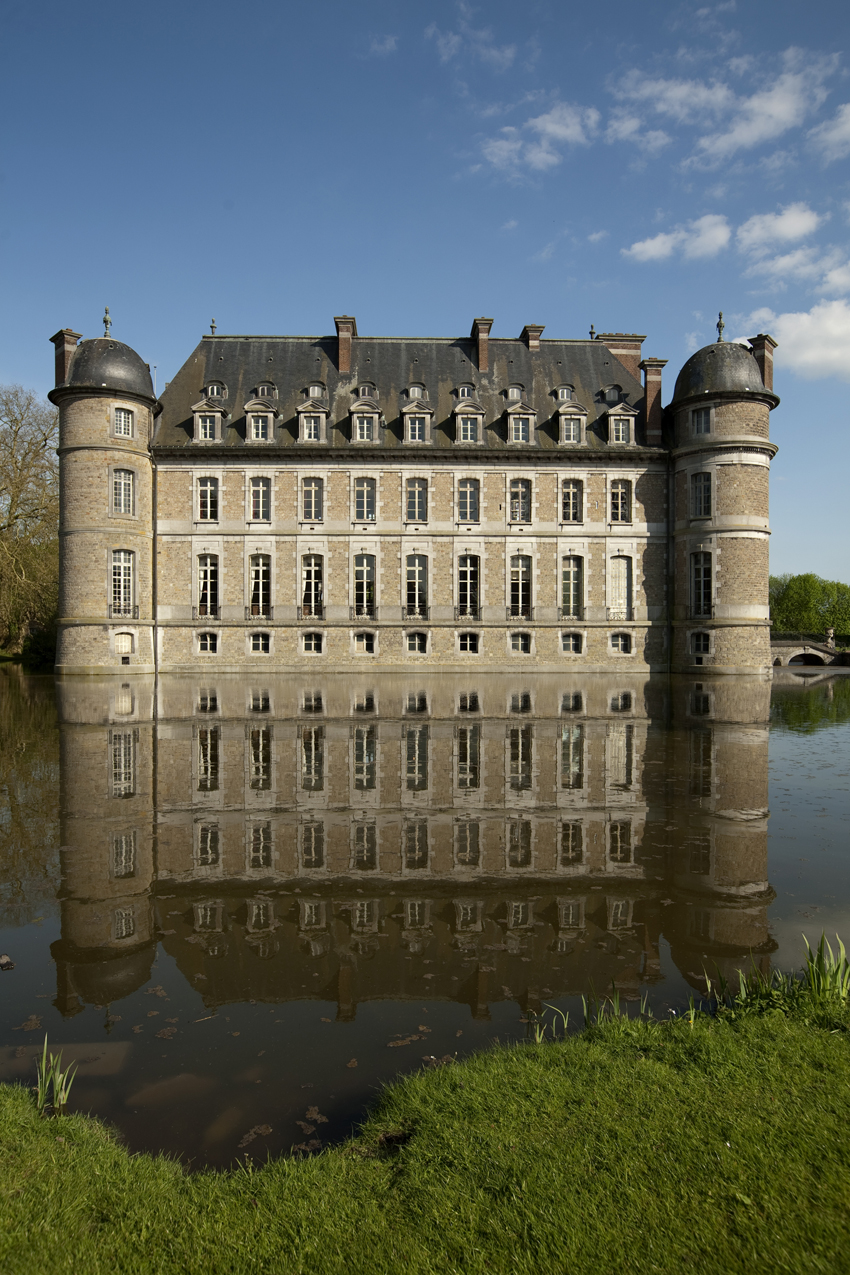
利涅家族所居的贝勒伊城堡

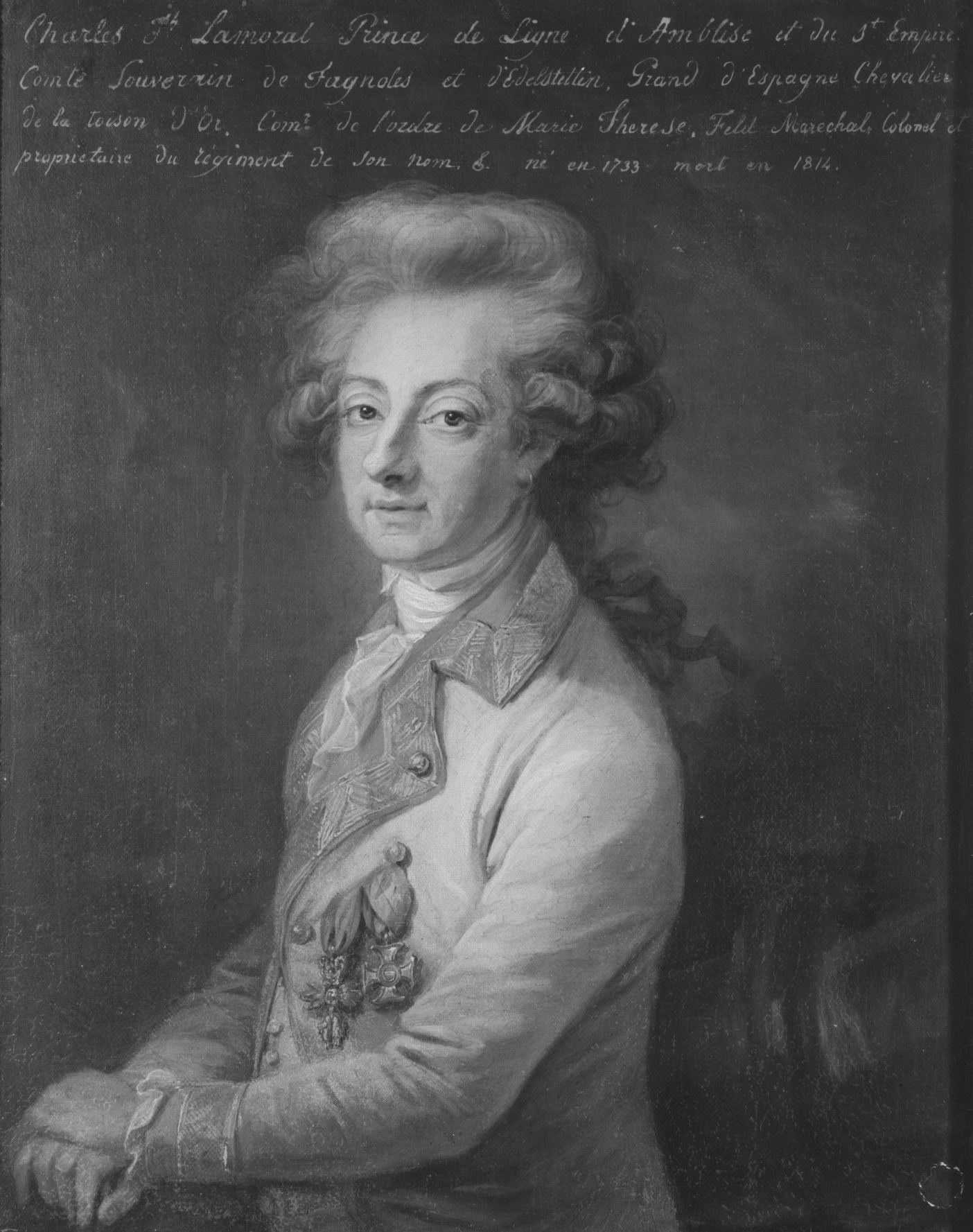
第7代利涅亲王夏尔·约瑟夫

利涅家族（Maison de Ligne）是一個歷史悠久的比利時貴族。11世紀利涅的小领主参加了十字军东征，1214年（Gautier de Ligne）和（Flastre de Ligne）跟随法国国王腓力二世参加布汶战役（Bouvines），他们被描述为“伟大的名字和男人的荣誉”（"great name and men of honour"）。他们逐渐攀升为贵族，在12世纪被封为男爵，在16世纪获得福克姆伯格伯爵（counts of Fauquemberg）和埃皮努瓦亲王（princes of Épinoy）爵位。拉莫拉尔一世被神圣罗马帝国皇帝魯道夫二世授予利涅亲王爵位，家族分支有：布拉邦松（Brabançon）、布拉邦松-阿伦贝格（Brabançon-Arenberg）、穆瓦（Moy）、阿姆（Ham）和阿伦贝格（Arenberg）。

## 利涅男爵
- 米歇尔三世·德·利涅，利涅和布拉邦松男爵（Michel III de Ligne, Baron de Ligne et de Brabançon，+1468）

## 利涅伯爵
- 雅克·德·利涅，利涅伯爵、福康贝格亲王、莫尔塔涅亲王、贝勒伊男爵（Jacques de Ligne, Comte de Ligne, Prince de Fauquemberg, Prince de Mortagne, Baron de Belœil，c. 1552）
- 菲利普·德·利涅，利涅和福康贝格伯爵、瓦瑟纳尔和巴约勒男爵、莱顿子爵（Philippe de Ligne, Comte de Ligne et de Fauquemberg, Baron de Wassenaer et de Bailleul, Vicomte de Leiden，1533-1583）

## 利涅亲王
1. 拉莫拉尔一世，神圣罗马帝国利涅亲王（1563年-1624年）。
2. 阿尔贝·亨利，神圣罗马帝国利涅亲王（1615年-1641年）
3. 克洛德·拉莫拉尔一世，神圣罗马帝国利涅亲王（1618年-1679年）
4. 亨利·路易·埃内斯，神圣罗马帝国利涅亲王（1644年-1702年）
5. 安托万·约瑟夫·吉兰，神圣罗马帝国利涅亲王（1682年-1750年）
6. 克洛德·拉莫拉尔二世，神圣罗马帝国利涅亲王（1685年-1766年）
7. 夏尔-约瑟夫，神圣罗马帝国利涅亲王（1735年-1814年）
8. 欧仁，神圣罗马帝国利涅亲王（1804年-1880年）
9. 路易，利涅亲王（1854年-1918年）
10. 埃内斯，利涅亲王（1857年-1937年）
11. 欧仁二世，利涅亲王（1893年-1960年）
12. 博杜安，利涅亲王（1918年-1985年）
13. 安托万，利涅亲王（1925年-2005年）
14. 米歇尔，利涅亲王（1951年-）

- - 继承人：亨利（米歇尔亲王之子）

## 金羊毛骑士勋章
- 1599 - 拉莫拉尔
- 1646 - 克洛德·拉莫拉尔
- 1684 - 亨利·路易·埃内斯
- 1721 - 克洛德·拉莫拉尔二世
- 1846 - 欧仁 (利涅亲王)
- 1930 - 埃内斯 (第十代利涅亲王)
- 1954 - 欧根 (第十一代利涅亲王)
- ???? - 安托万 (第十三代利涅亲王)

## 利涅家族其他成员
耶路撒冷王国、賽普勒斯王國、亞美尼亞王國、那不勒斯王国的王位覬覦者 拉特萊莫伊勒（La Trémoïlle）家族：
- 夏尔-安托万·拉莫拉尔（英语：Charles-Antoine Lamoral de Ligne-La Trémoïlle），利涅和拉特萊莫伊勒亲王（1946年-），米歇尔的第三远房表亲
  - 继承人： 利涅和拉特萊莫伊勒王子爱德华·拉莫拉尔（英语：House of Ligne）（Prince Edouard Lamoral de Ligne de La Trémoïlle，1976年-）

  - 次子：利涅和拉特萊莫伊勒王子查爾斯·約瑟夫（英语：House of Ligne）（Prince Charles Joseph de Ligne de La Trémoïlle，1980年-）

  - 次媳：利涅和拉特萊莫伊勒王妃李然（Princess  Ran Li de Ligne de La Trémoïlle，2010年結婚）